# Stenbron, Riga
Stenbron  (lettiska: Akmens tilts) är en vägbro över Daugava i Riga i Lettland. Bron invigdes 1957 och hette Oktoberbron till 1992.
Järnbron uppströms förstördes 1944. På platsen där Stenbron nu ligger, lades efter andra världskriget en temporär pontonbro. Den flyttades 1957 till ett läge ungefär vid nuvarande Vanšubron och demonterades 1981 i samband med att Vanšubron togs i drift.
Bron har fyra körbanor för motorfordon med dubbelspår för spårvagnstrafik emellan, samt dubbla 3,5 meter breda gångbanor.  

## Bildgalleri

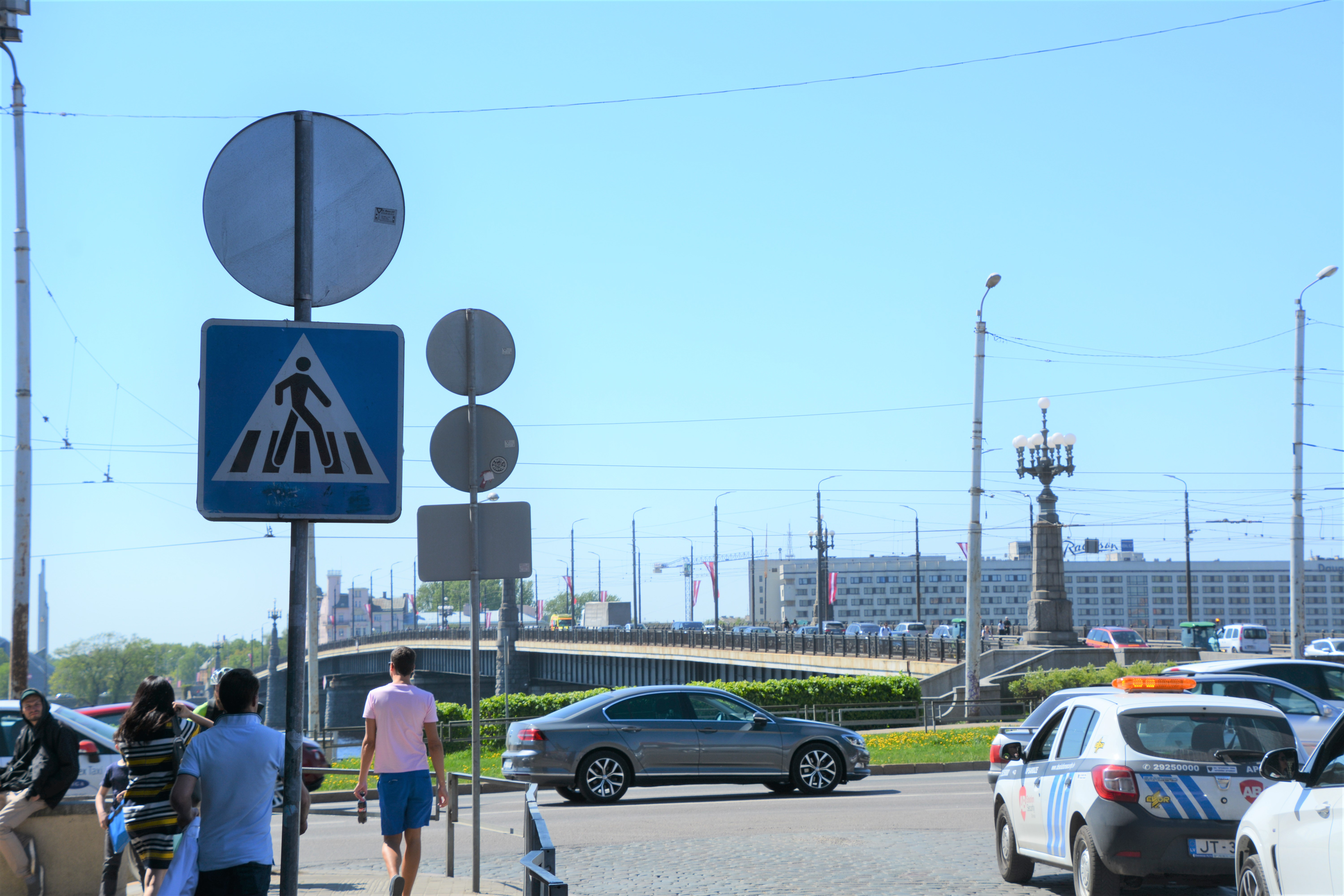
Stenbron från Gamla stan
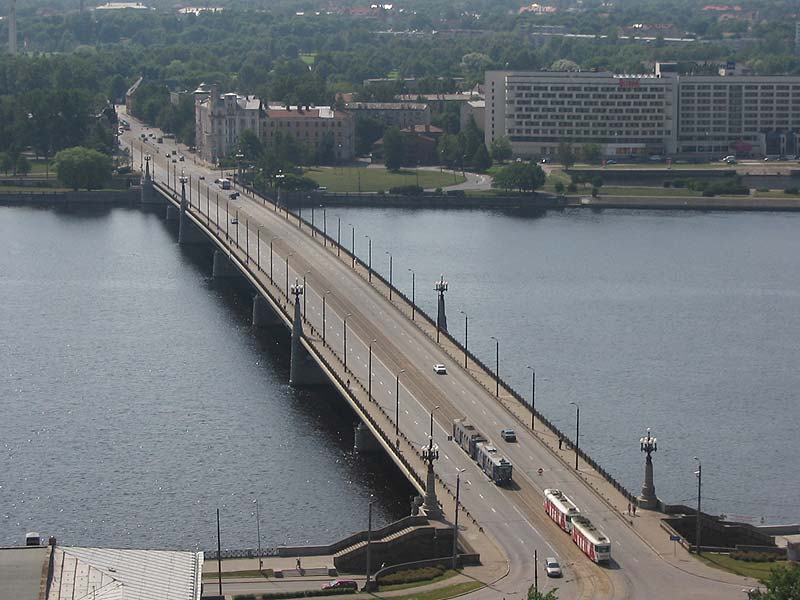
Stenbron 2003